# Seattle Seahawks Ring of Honor

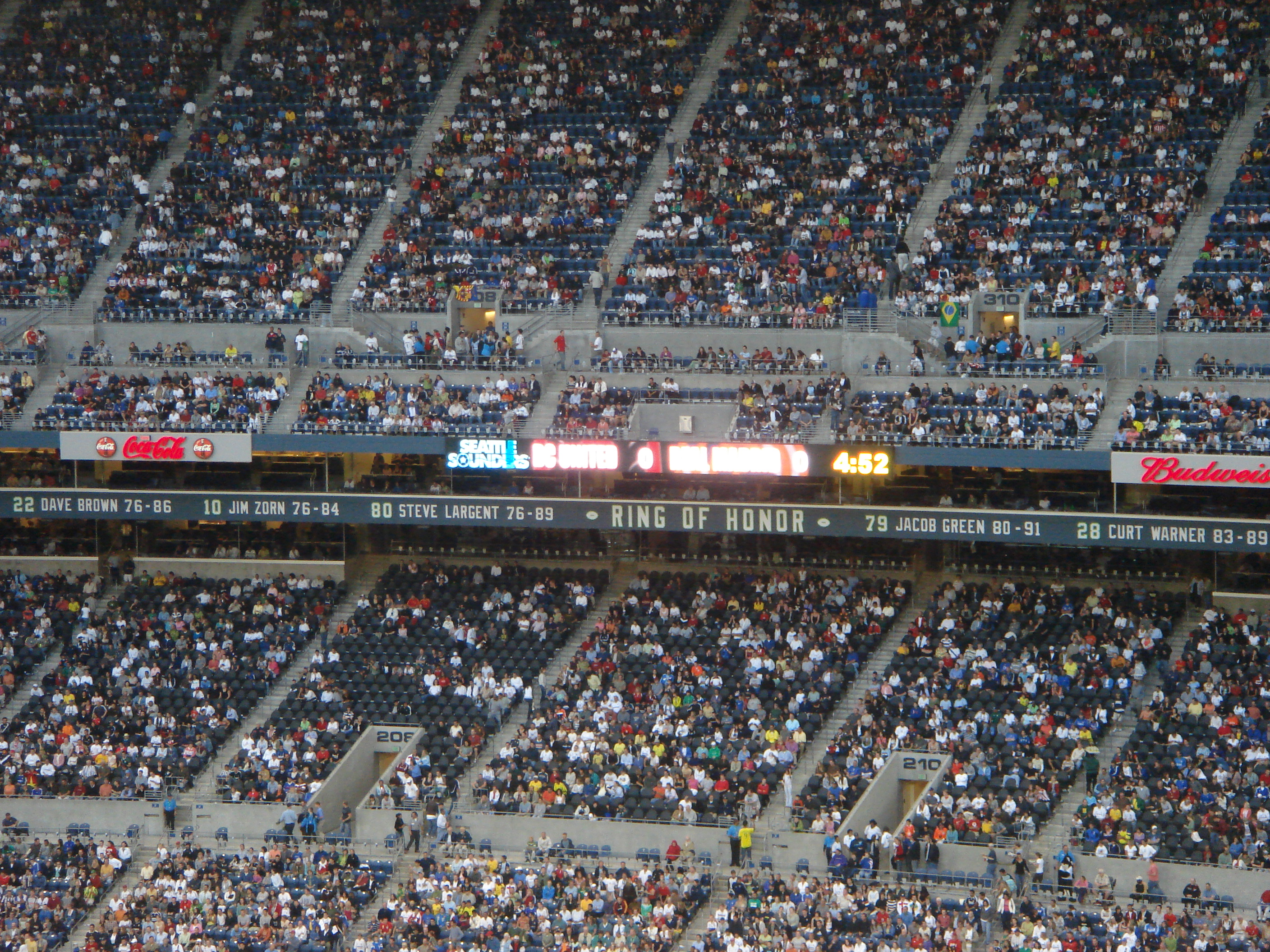
Seahawks Ring of Honor

Mit dem Seattle Seahawks Ring of Honor ehren die Seattle Seahawks, ein seit 1976 zur National Football League gehörendes Franchise, Spieler, Trainer und Offizielle, die sich um die Mannschaft besonders verdient gemacht haben. Die Namen der Mitglieder werden im Lumen Field, dem Stadion der Seahawks, gut sichtbar auf der Fassade der Suite-Ebene zur Schau gestellt, im Kingdome, dem ersten Stadion der Seahawks, waren sie auf Höhe der 200. Sitzreihe angebracht. Zusätzlich werden ihr Bild und ihr Name auf einem Banner in einem Flur des Virginia Mason Athletic Center, des derzeitigen Trainingszentrums der Seahawks, gezeigt. Derzeit gibt es 14 Mitglieder. Die Aufnahme in den Ring of Honor erfolgt in einer feierlichen Zeremonie während der Halbzeitpause eines Heimspiels. Über die Aufnahme entscheidet der Vorstand der Seahawks, basierend auf dem Beitrag einer Person für den Erfolg der Seahawks auf und abseits des Spielfelds.

## Mitglieder
| Name            | Bild | Position         | Nr.   | Kurzbiografie | Aufnahme      | Mitglied in der Pro Football Hall of Fame |
| --------------- | ---- | ---------------- | ----- | --- | ------------- | ----------------------------------------- |
| Steve Largent   |      | Wide Receiver    | 80    | Largent spielte von 1976 bis 1989 in 14 Saisons für die Seahawks. Er stellte Ligarekorde für gefangene Pässe (819), erzielten Raumgewinn (13.089 Yards) und gefangene Touchdowns (100) auf. Largent wurde in sieben Pro Bowls gewählt, spielte die drittmeisten Spiele für die Seahawks (200) und hat die meisten Starts (197) in der Geschichte des Franchises. | 23. Dez. 1989 | ja                                        |
| Jim Zorn        |      | Quarterback      | 10    | Zorn spielte von 1976 bis 1984 für die Seahawks. Er war der erste Starting-Quarterback des Franchises und blieb dies auch für die folgenden sieben Saisons. Zorn wurde erst der dritte Spieler in der NFL-Geschichte, der für über 10.000 Yards in seinen ersten vier Saisons warf. Die Franchiserekorde für erworfene Yards (20.122) und Touchdowns (107) haltend, beendete er 1987 seine Karriere nach weiteren Stationen bei den Green Bay Packers und Tampa Bay Buccaneers.            | 3. Aug. 1991  | nein                                      |
| Dave Brown      |      | Cornerback       | 22    | Nach einer Saison bei den Pittsburgh Steelers wurde Brown von den Seahawks im Expansion Draft geholt. Hier war er von 1976 bis 1986 elf Saisons lang aktiv und startete alle seine 159 Spiele für die Seahawks. Er erzielte 50 Interceptions und wurde 1984 in den Pro Bowl gewählt. | 22. Aug. 1992 | nein                                      |
| Pete Gross      |      | Radiokommentator | –     | Gross kommentierte von 1976 bis 1992 die Seahawks-Spiele im Radio. Nur in der Saison 1992 verpasste er einige Spiele auf Grund einer Krebserkrankung, an deren Folgen er zwei Tage nach der Aufnahme in den Ring of Honor starb. | 30. Nov. 1992 | nein                                      |
| Curt Warner     |      | Runningback      | 28    | Warner spielte von 1983 bis 1989 sieben Saisons bei den Seahawks. Bereits in seiner Rookiesaison erhielt er mehrere Auszeichnungen und wurde in den Pro Bowl gewählt, eine Ehrung, die ihm 1986 und 1987 erneut zuteilwurde. Er hatte die zweitmeisten Laufversuche (1.649) und erlief die drittmeisten Yards (6.705) und Touchdowns (55) in der Geschichte des Franchises. | 27. Nov. 1994 | nein                                      |
| Jacob Green     |      | Defensive End    | 79    | Green spielte von 1980 bis 1991 für die Seahawks. Als einer der erfolgreichsten Defense-Spieler der Seahawks hält er den Franchiserekord für eroberte Fumble (17) und Sacks (116,0), spielte die fünftmeisten Spiele (178), hatte die drittmeisten Starts (176) und wurde 1986 und 1987 in den Pro Bowl gewählt. | 3. Sep. 1995  | nein                                      |
| Kenny Easley    |      | Safety           | 45    | Easley spielte von 1981 bis 1987 in sieben Saisons für die Seahawks. Er wurde in fünf Pro Bowls und 1984 zum NFL Defensive Player of the Year gewählt. Er erzielte in seiner Karriere 498 Tackles, sieben Sacks und 33 Interceptions. | 14. Okt. 2002 | ja                                        |
| Dave Krieg      |      | Quarterback      | 17    | Krieg verbrachte von 1980 bis 1991 zwölf seiner neunzehn NFL-Saisons in Seattle. Er stellte dabei 31 Franchiserekorde auf, wovon 20 noch immer gültig sind. Er wurde 1984, 1988 und 1989 in den Pro Bowl gewählt. Krieg führte die Seahawks 1983 erstmals in die Playoffs und zu ihrem ersten Championship Game. | 26. Sep. 2004 | nein                                      |
| Chuck Knox      |      | Head Coach       | –     | Knox verbrachte von 1983 bis 1991 neun seiner zweiundzwanzig NFL-Saisons als Head Coach bei den Seahawks. Er führte sie bereits in seiner ersten Saison in die Playoffs und wurde in seinen ersten beiden Saisons zum NFL Coach of the Year gewählt. Die drei Playoff-Siege unter ihm waren die einzigen bis 2005. | 25. Sep. 2005 | nein                                      |
| Cortez Kennedy  |      | Defensive Tackle | 96 99 | Kennedy spielte von 1990 bis 2000 in Seattle. In den elf Saisons wurde er achtmal in den Pro Bowl gewählt und erhielt 1992 als zweiter Seahawks-Spieler die Auszeichnung als NFL Defensive Player of the Year. | 17. Sep. 2006 | ja                                        |
| Walter Jones    |      | Offensive Tackle | 71    | Jones, der von 1997 bis 2009 in Seattle spielte, gilt als einer der besten Left Tackles seiner Zeit. In seinen dreizehn Saisons startete er in allen 180 Spielen, womit er die viertmeisten Spiele und zweitmeisten Starts in der Franchisegeschichte hat. Er verursachte nur neun Holding-Strafen und ließ in 5.703 Passversuchen nur 23 Sacks zu. Jones wurde neun Mal in den Pro Bowl berufen und war der erste Seahawks-Spieler, der in zehn Playoff-Spielen für die Seahawks auflief. | 2. Nov. 2014  | ja                                        |
| Paul Allen      |      | Besitzer         | –     | Allen, der zusammen mit Bill Gates das Softwareunternehmen Microsoft gründete, war von 1997 bis zu seinem Tod 2018 Besitzer der Seahawks. Die Stadt Seattle hatte ihn um Hilfe gebeten, nachdem der vorherige Eigentümer Ken Behring einen Umzug des Teams nach Kalifornien durchsetzen wollte. Das neue Stadion der Seahawks, das CenturyLink Field wurde zwar überwiegend durch Steuergelder finanziert, doch auch hier war Allen eine der treibenden Kräfte bei der Planung.            | 3. Okt. 2019  | nein                                      |
| Matt Hasselbeck |      | Quarterback      | 8     | | 25. Okt. 2021 | nein                                      |
| Mike Holmgren   |      | Head Coach       | –     | | 31. Okt. 2021 | nein                                      |
| Shaun Alexander |      | Runningback      | 37    | | 13. Okt. 2022 | nein                                      |